# Georg Adolf Wilhelm von Helbig
Georg (Gustav) Adolf Wilhelm von Helbig, né en 1757, décédé le 14 novembre 1813 à Dresde, est un publiciste et diplomate Saxon.

## Carrière
Georg von Helbig exerce des fonctions diplomatiques à Saint-Péterbourg de 1786 à 1796 comme secrétaire à l'ambassade de Saxe. 
Il est ensuite en poste à Berlin à partir de 1806, puis greffier au tribunal de district (Landgericht) et au bureau des contributions du district (Landesobersteuerkasse) de Dresde (jusqu'en 1810), puis résident de Saxe à Gdańsk (1810-1812).
D'après Vladimir Volkoff, il serait le créateur de l'expression « village Potemkine », via un pamphlet publié en 1797. Ce pamphlet calomniait Grigori Potemkine en l'accusant d'avoir fait fabriquer, 10 ans auparavant, de beaux mais faux villages pour plaire à l'impératrice Catherine II alors en visite en Crimée.

## Ouvrages
- Biographie Peter des dritten Kaisers von Rußland, 1808 ;
- Russische Günstlinge, Tübingen in der J. G. Cotta`schen Buchhandlung 1809 ; Georg Müller Munich 1917 ;
- Russkie izbranniki, 1813 ;